# Daisendorf
Daisendorf est une commune de Bade-Wurtemberg (Allemagne), située dans l'arrondissement du Lac de Constance, dans la région Bodensee-Oberschwaben, dans le district de Tübingen.

## Géographie

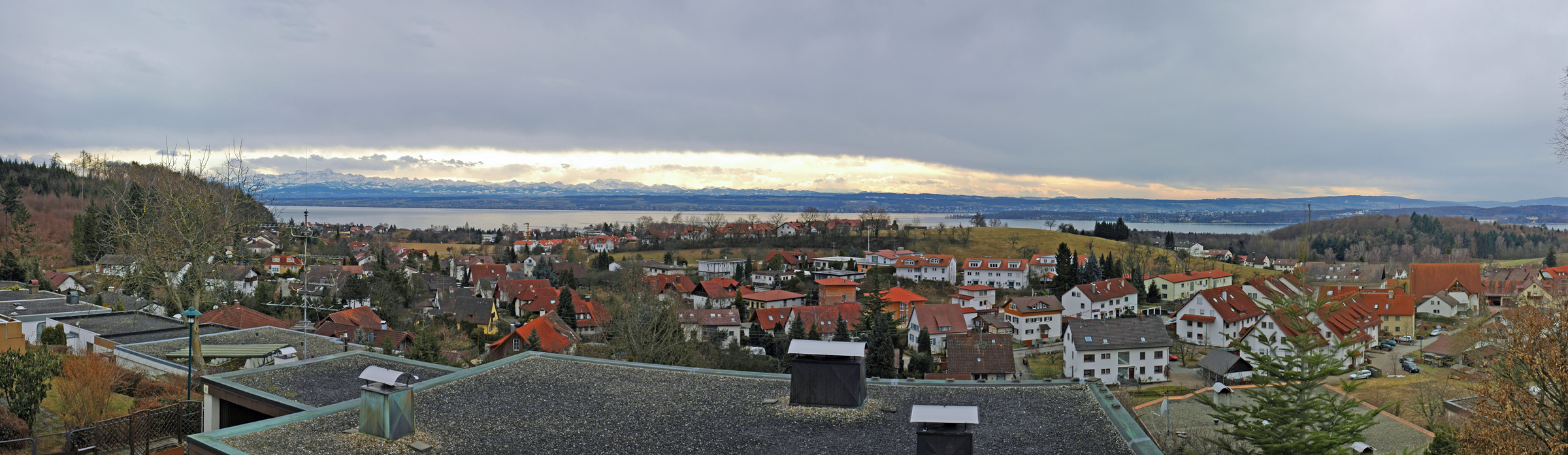
Vue sur Daisendorf, le lac de Constance et les Alpes en Suisse.